# キャメルトロフィー

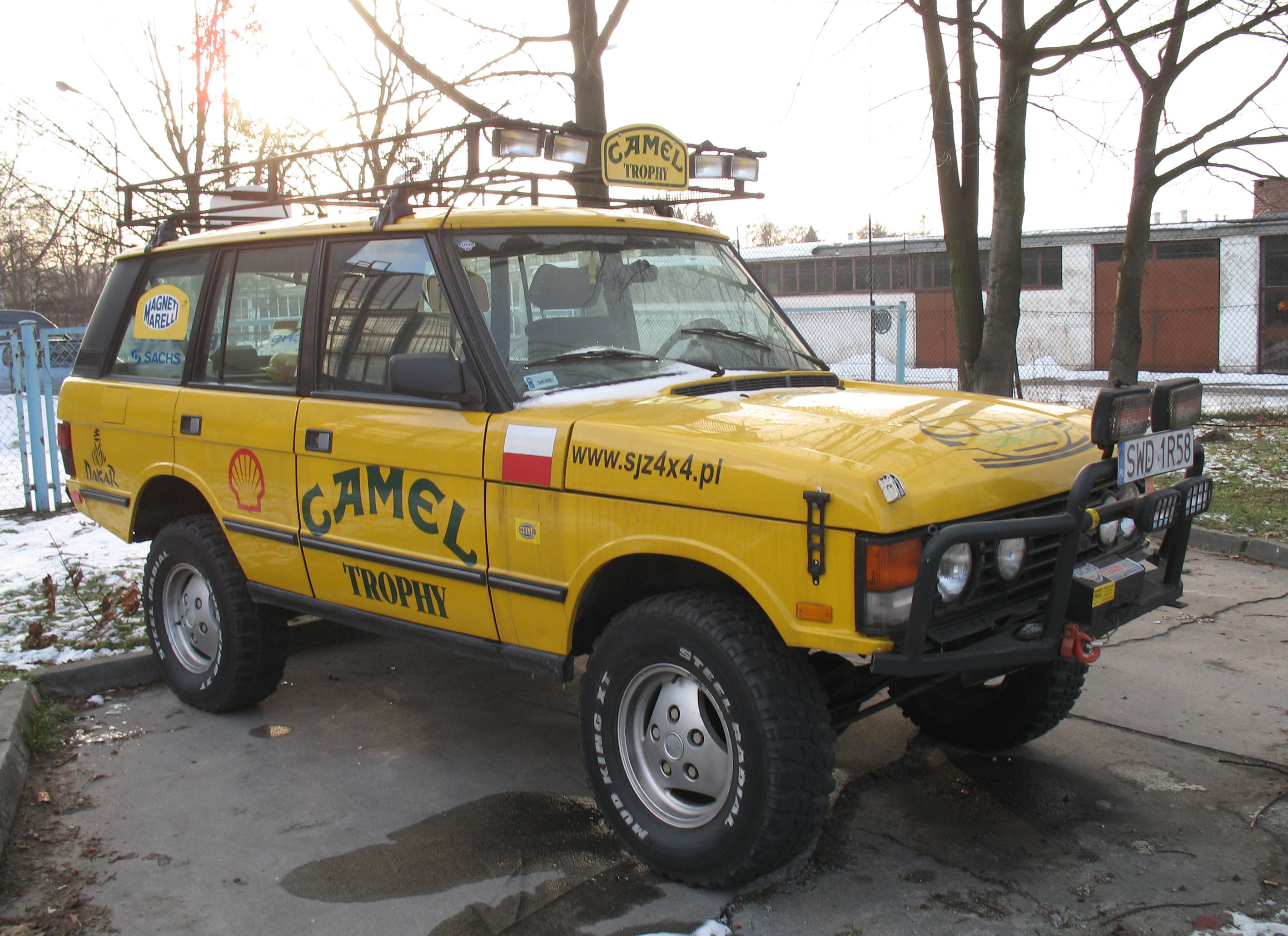
キャメルトロフィー・レンジローバー

キャメルトロフィー（Camel Trophy ）は、1980年から2000年の間(1999年未実施)行われたラリーレイドで、当時世界一ハードなアドベンチャーレースといわれていた。名前の由来はメインスポンサーであるタバコブランドキャメルにちなんで付けられた。

## 概要
国別対抗戦の形式で行われ、各国で行われる予選会を経て決定された各国2名の参加者が1台の自動車に乗り、世界の秘境を走破しながら、その日毎に与えられるタスクと呼ばれる課題を2名で力を合わせて攻略していくレースである。メインである四輪駆動車による不整地や悪路の走破テクニックを競うのはもちろんのこと、シュノーケリング、スキューバダイビング、クライミング、オリエンテーリング、ラフティング、カヌーなど、到着ポイントによりさまざまなタスクが存在する、アドベンチャーレースのはしりとも言えるレースである。一応はレースという形態をとっており順位も存在はするが、優勝しても賞金や賞品は一切ない。どちらかといえば全チームの参加者全員がコースを完走することに主眼を置いており、本来順位を競い合うチーム同士であっても、完走のために互いが助け合うシーンが随所で見られる。なお、順位はタスクで与えられるポイントの合計で決定される。
参加資格は一般のアマチュアドライバーに限られ、プロドライバーの参加は一切認められない。また、一度参加したドライバーが翌年以降に再び参加することも認められておらず、一生に1度しか挑戦できない。
第1回が開催された時はジープが車両をサポートしたが、第2回からはランドローバーが車両をサポートし、1998年まで同社のサポートは続いた。ランドローバーのサポート終了後、2000年にもキャメルトロフィーは開催されたが、この大会を最後にキャメルトロフィーは開催されていない。

## 後継
ランドローバーはキャメルトロフィー終了後の2003年、かつてのキャメルトロフィーを彷彿とさせる、四輪駆動車を用いた苛酷なラリーレイド ランドローバーG4チャレンジを開催した。2000年代後半の世界的財政危機を受けるまでG4チャレンジは続いた(2008年12月18日、中止発表)。